# Kobuz
Kobuz (deutsch Vorwerk Mühlengraben) ist ein Weiler in der Woiwodschaft Westpommern in Polen. Er gehört zur Gmina Płoty (Stadt- und Landgemeinde Plathe) im Powiat Gryficki (Greifenberger Kreis).

## Geographische Lage
Der Wohnplatz liegt in Hinterpommern, etwa 80 km nordöstlich von Stettin und etwa 20 km östlich der Kreisstadt Gryfice (Greifenberg).
Die nächstliegenden Dörfer sind im Nordwesten Brojce (Broitz), im Nordosten Kiełpino (Kölpin), im Süden Natolewice (Natelfitz) und im Westen Stołąż (Stölitz).

## Geschichte
Mühlengraben wurde 1841/1842 als Vorwerk zu Natelfitz B angelegt. Damaliger Besitzer war Christian Wilhelm Gotthilf Rehdes. Zur Zeit der Anlage gab es in Mühlengraben ein Wohnhaus und fünf Einwohner.
Vor 1945 bildete Vorwerk Mühlengraben einen Wohnplatz in der Gemeinde Neu Natelfitz und gehörte mit dieser zum Landkreis Regenwalde in der Provinz Pommern.
Nach dem Zweiten Weltkrieg wurden die meisten Deutschen vertrieben, heute wird die Gegend hauptsächlich von Polen bewohnt.